# Franzosen-Denkmal

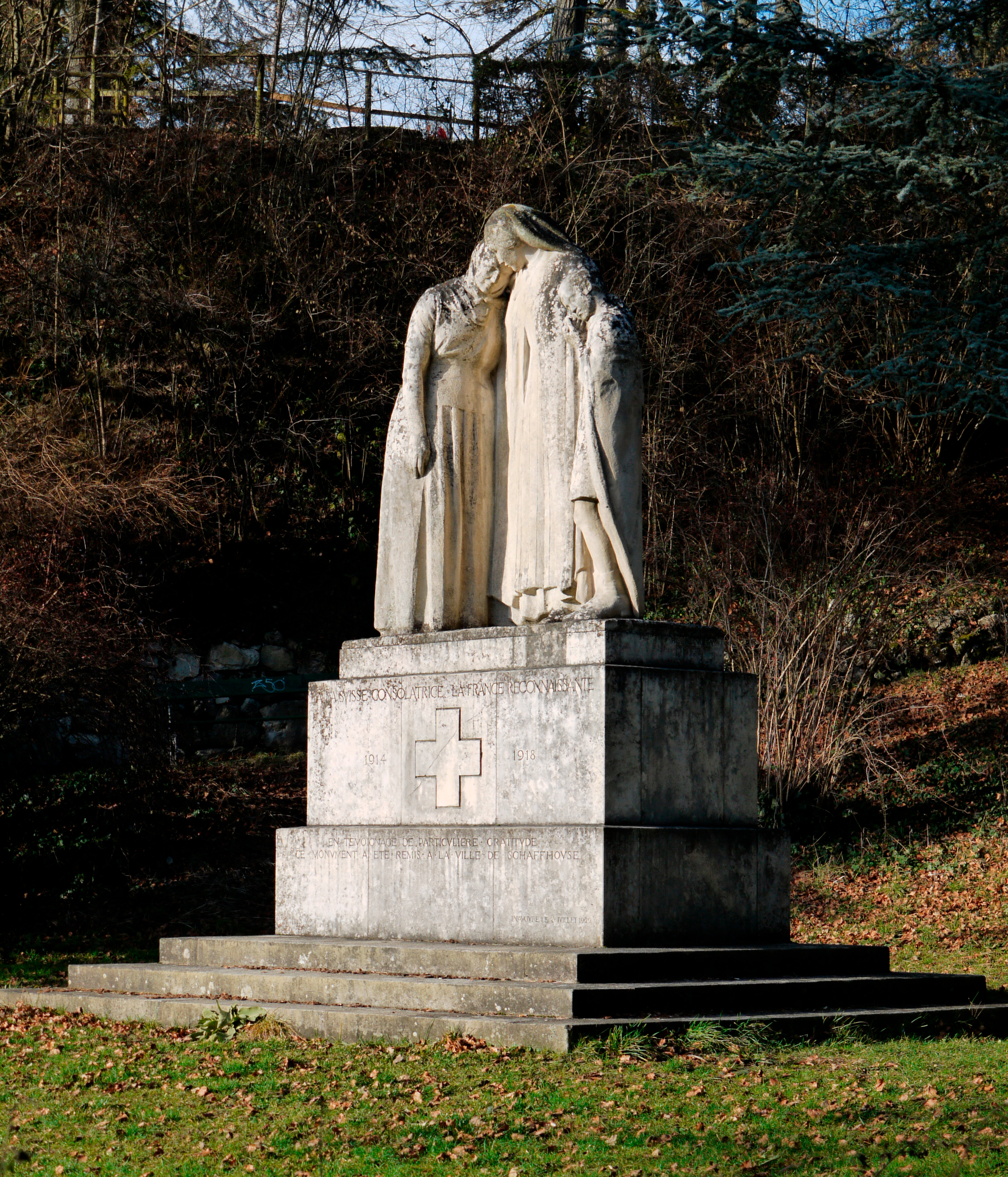
Franzosen-Denkmal in Schaffhausen

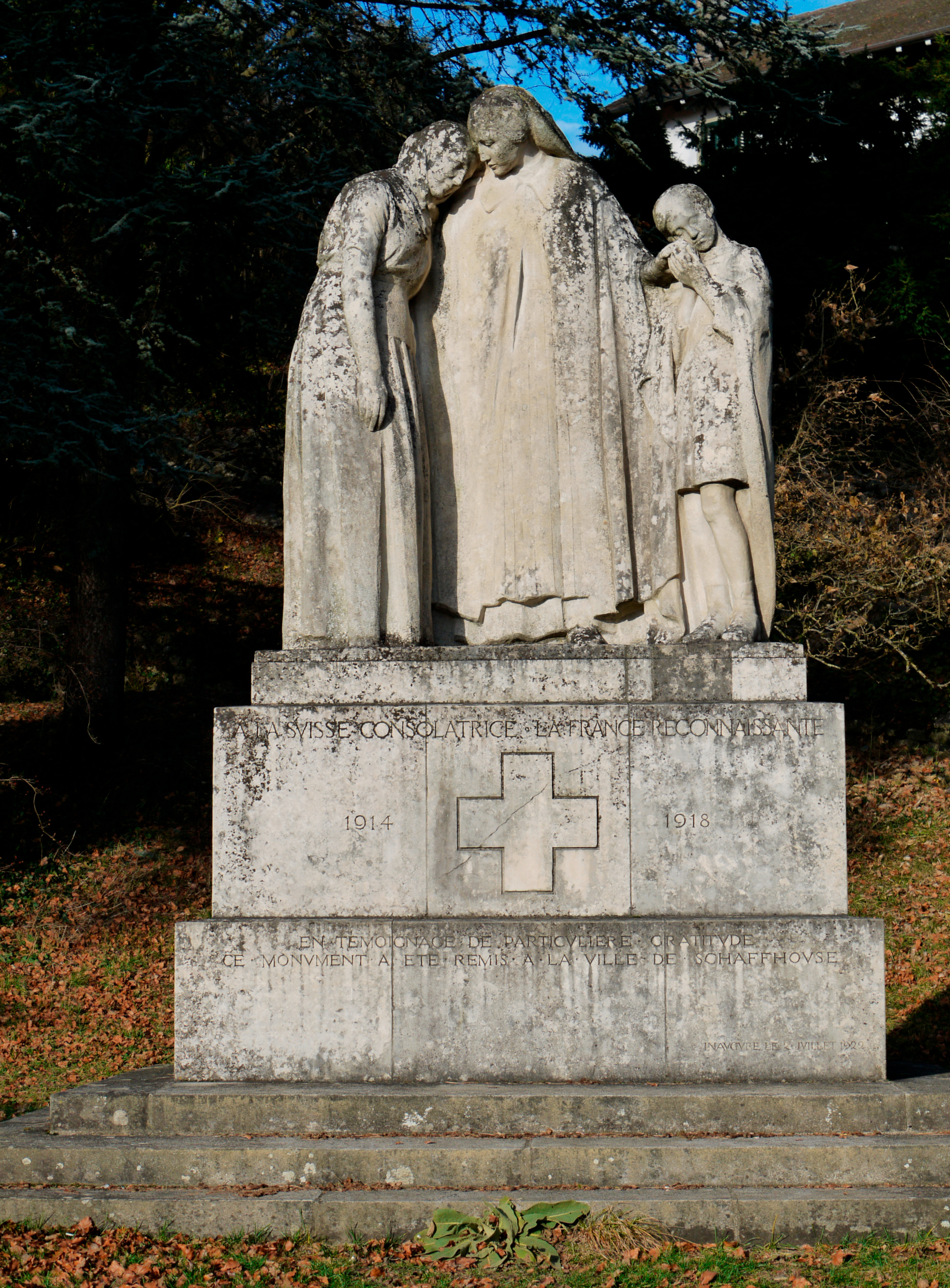
Ansicht von vorn mit Inschrift am Sockel

Das Franzosen-Denkmal im Schaffhauser Fäsenstaubpark erinnert an die Hilfeleistung der Schaffhauser Bevölkerung an französischen Internierten bei deren Heimschaffung im Ersten Weltkrieg. Es wurde der Stadt Schaffhausen 1922 von Frankreich geschenkt. Erschaffen wurde es von Paul Landowski.

## Beschreibung
Eine in der Mitte stehende Frau schaut tröstend nach rechts zu einer gebeugt stehenden zweiten Frau. Ihre linke Hand reicht sie an ein links von ihr stehendes Kind, das sich diese an die Wange hält. Der Sockel trägt die französische Inschrift:

A LA SVISSE CONSOLATRICE LA FRANCE RECONNAISSANTE

1914 1918

EN TEMOIGNAGE DE PARTICVLIERE GRATITVDE

CE MONVMENT A ETE REMIS A LA VILLE DE SCHAFFHOVSE

INAVGVRE LE 2 JVILLET 1922

Deutsche Übersetzung:

Der tröstenden Schweiz vom dankbaren Frankreich

als Zeichen besonderer Dankbarkeit

wurde dieses Denkmal der Stadt Schaffhausen übergeben

eingeweiht am 2. Juli 1922